# 粤海铁路

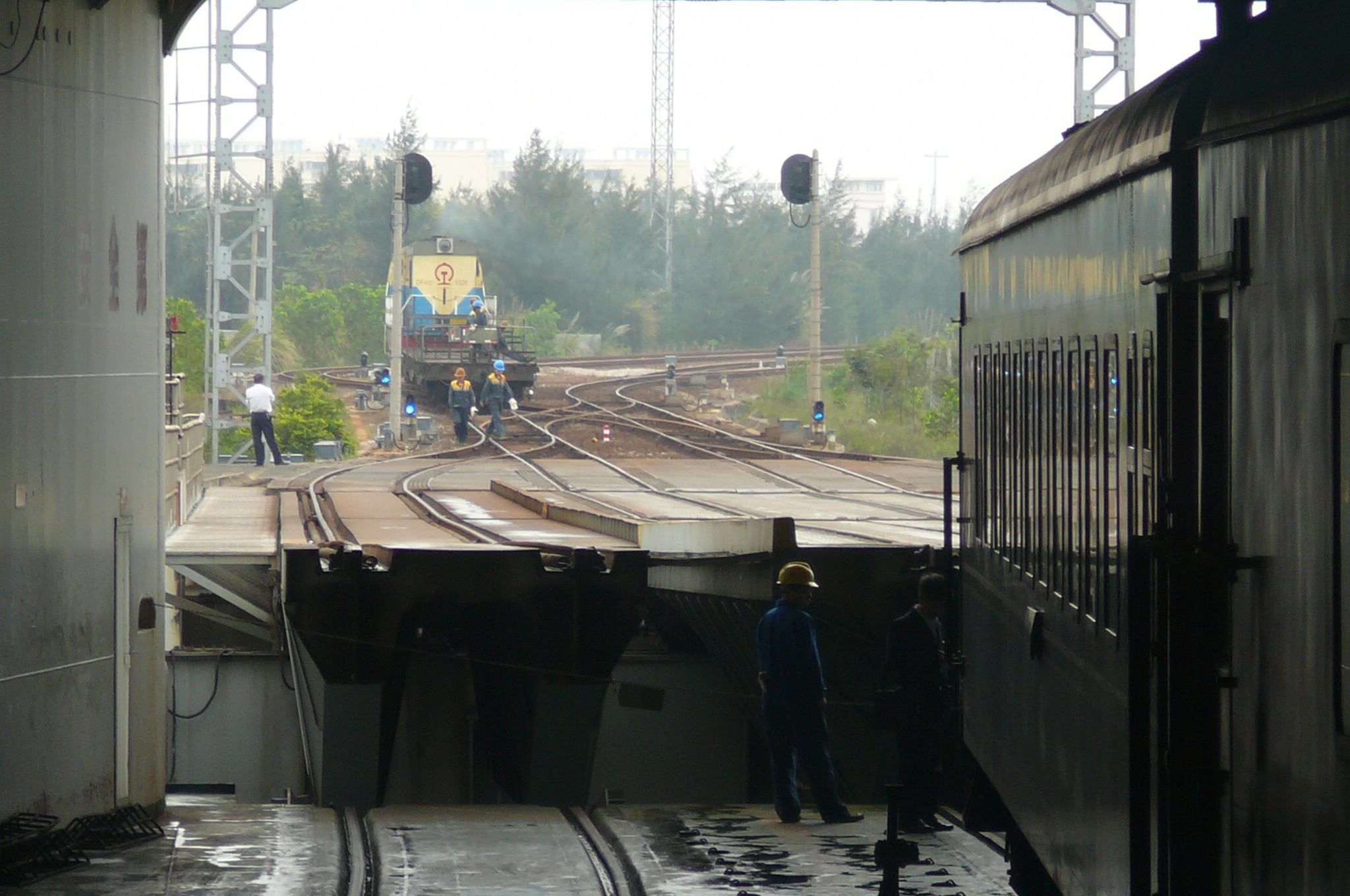
越过琼州海峡的粤海铁路轮渡，拍摄于2010年

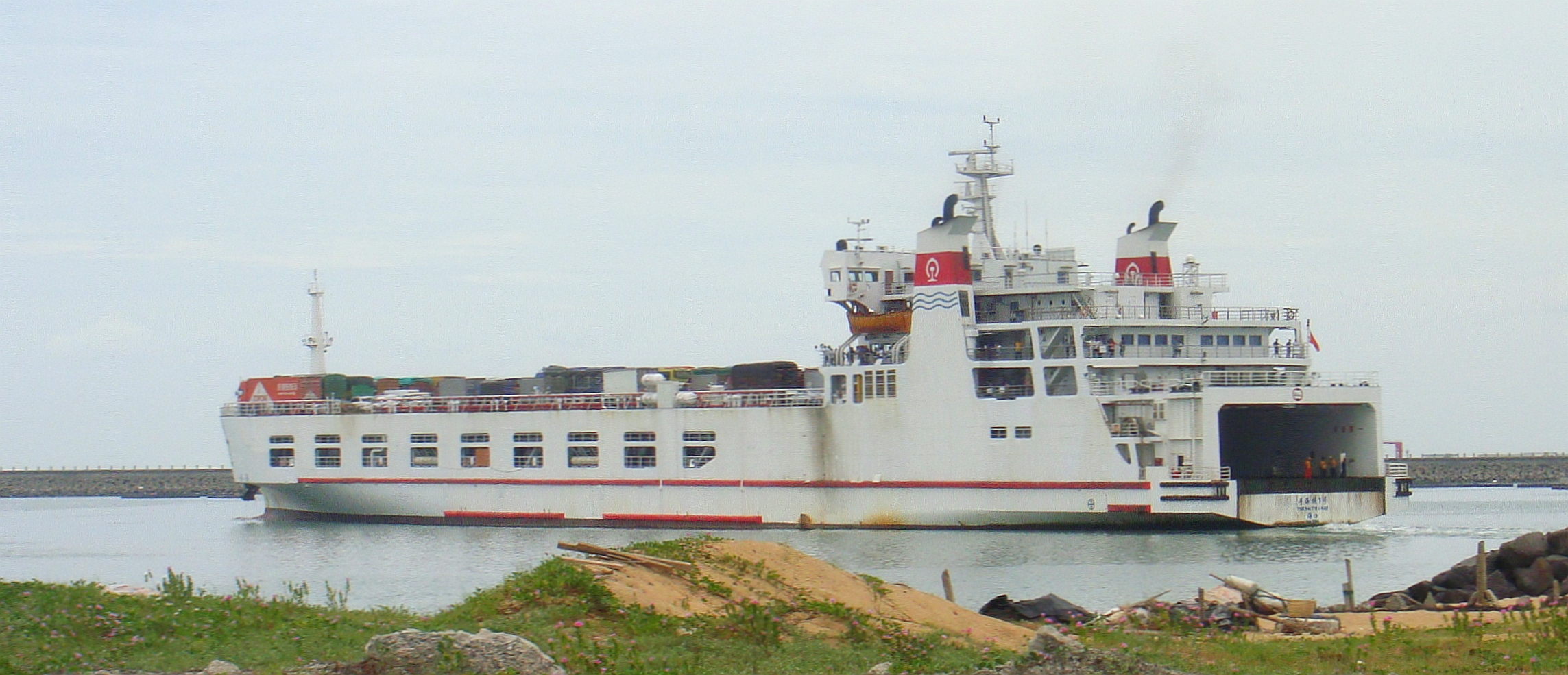
负责海安南站至海口站之间渡轮接驳的粤海铁一号渡轮

粤海铁路自中华人民共和国广东省湛江至徐聞，由塘口站引出至海安南站，在北港码头换乘海峡铁路轮渡，再在粤海铁路南港码头引入海口站，又经澄迈县、儋州市到达三亚站。全长345公里，与既有线叉河至三亚铁路接轨。是中国第一条跨海铁路轮渡。粤海铁路是世纪之交中国建设史上一项标志性工程，表明中国在建设跨海铁路上取得了关键技术的突破，填补了多项中国国内空白。粤海铁路作为中国第一条跨海铁路，将对中国跨海铁路的建设、运营、管理，提供经验。

## 建设背景及历程
海南有着丰富的自然资源和旅游资源。但是，长期以来，由于受地理位置的限制，海南岛四面环海，闭塞的交通自古以来就始终成为制约海南经济发展的“瓶颈”。人们去海南岛旅游或是海南岛的特色产品运往内地，至今都是依赖飞机或汽车渡船的来往运输。海南岛与内地之间到仍没有一条安全、便捷、廉价和大运量的交通线。因此，迫切要求畅通铁路线的建成，打通海南岛连接内地的天然地理屏障，将海南的经济建设重新纳入中国统一发展战略中。在这种情况下，从粤海铁路被比喻成“海南岛生命线”，就不难看出其战略性作用和意义。工程于1992年经国家计委批准立项，1996年完成项目可行性研究，工程总投资45亿元。
- 1988年7月，由铁道部第二勘测设计院编制的《琼州海峡(桥隧)通道前期研究工作规划提纲》，首次提出“琼州海峡通道”概念，并建议从轮渡着手建设通道。
- 1992年，海南省、广东省和铁道部召开会议，首次在会议纪要中，提出建设“海南铁路通道”，从广东湛江到雷州半岛再到海南。
- 1994年，时任国务院副总理的邹家华召集广东、海南省和铁道部研究，提出成立“海南铁路通道”建设领导小组，加紧建设这条铁路。
- 1995年，铁道部成立粤海铁路通道建设领导小组，决定成立粤海铁路有限责任公司，负责酬资、建设和运营，决定将“海南铁路通道”改名为“粤海铁路通道”。
- 1996年，铁道部上报粤海铁路可行性研究报告，国家计委组织中国国际工程咨询公司进行项目评估，国家开发银行进行贷款评估。
- 1997年，粤海铁路有限责任公司正式挂牌。
- 1998年8月，国家计委正式批准可行性研究报告，同意粤海铁路通道开工建设，8月29日确定了分批实施、分段建设、分批投产运营的建设方针，粤海铁路通道由“两线一渡”组成：北线是广东湛江北到海安南的139公里铁路；一渡是广东海安南到海南海口南的24公里铁路轮渡；南线是海南海口到三亚182公里铁路。总投资45亿元。[3]
- 2001年12月28日，湛海线（即广东湛江塘口到海安南段）建成通过验收，并于2002年1月28日开通货运。
- 2003年1月7日，粤海铁路全段开通。[4]
- 2004年12月5日，粤海铁路客运开通，广州铁路集团首次开行广州至海口的K407/408次列车。[5]
- 2007年，历经19个月的海南西环铁路（即海口至三亚段）扩能提速改造完成，成为国家I级干线，运行速度从原来的最高80km/h提升至120～160km/h，线路距离从原来的390公里缩至363公里，列车运行速度大大提升，运行时间也大大缩短。[6]

## 概况
粤海铁路分为三段线路：湛海线、琼州海峡铁路轮渡、海南西环铁路海叉段。

### 湛海线
湛海线全长139.122千米，为国家Ⅱ级干线标准单线铁路。设计时速100千米。内燃牵引，预留电气化条件，信号系统为继电半自动闭塞，规划年输送能力货车1100万吨，客车8对。线路自黎湛线塘口站引出，设湛江西、雷州、龙门、徐闻、海安南五座车站。并于海安南南侧接入铁路轮渡北港轮渡站。1998年9月开工，2001年12月全线建成通车。

### 琼州海峡铁路轮渡
琼州海峡铁路轮渡陆上建筑部分由南北两港组成，火车轮渡部分由四艘火车渡轮组成。南北两港于1998年开工，2002年建成。

#### 港口码头设施
铁路南港位于海口市秀英区新海乡，设有火车轮渡泊位和检修泊位各一座，并预留一座泊位，码头水深7.7米。铁路北港位于徐闻县海安镇四塘村，设有火车轮渡泊位和工作船舶泊位各一座，并预留一座泊位，码头水深7.4米。两港均配备铁路栈桥、轮渡客运站、汽车待渡场等设施。

#### 火车轮渡
粤海轮渡由“粤海铁1号”“粤海铁2号”“粤海铁3号”“粤海铁4号”四艘客滚船组成。四艘船舶均配备减摇系统和垂直撤离装置，并可满足8级风下安全航行停泊要求。火车甲板在空闲时/铁路货运列车未装满时可用于汽车滚装运输，而不允许铁路旅客列车/汽车同时处于火车甲板。
“粤海铁1号”/“粤海铁2号”由中国船舶工业第708所设计，上海江南造船厂制造。是中国大陸首次自行设计、自行建造的火车渡船，为艉端开敞式。船体总长165.4米、宽22.6米、深15.0米、吃水5.6米、排水量12400吨，下层火车甲板设4股道，可载运40节铁路货车或18节旅客列车、上层甲板前半部为汽车甲板，可搭载50辆载重汽车，后半部分为旅客舱室，设有旅客客舱3间、贵宾室1间、软席室1间，定员1108人。
“粤海铁3号”/“粤海铁4号”由中船重工天津船舶工业公司建造，于2009年8月15日开始设计，2010年3月1日开工建造，分别于2010年12月30日和2011年5月26日建成并抵达海口。性能结构在原有船舶的基础上进行了改良，外形上也有适度的变化。船体总长188米、宽23米、深15.3米、吃水5.6米、排水量16900吨。下层火车甲板设4股道，并在两舷及中间设有3个站台。可载运44节铁路货车或20节旅客列车。二层甲板为汽车甲板，可同时载13米长的载重汽车35辆和小汽车大约16辆。第三层为旅客甲板，设有旅客客舱、贵宾室等，定员1398人。

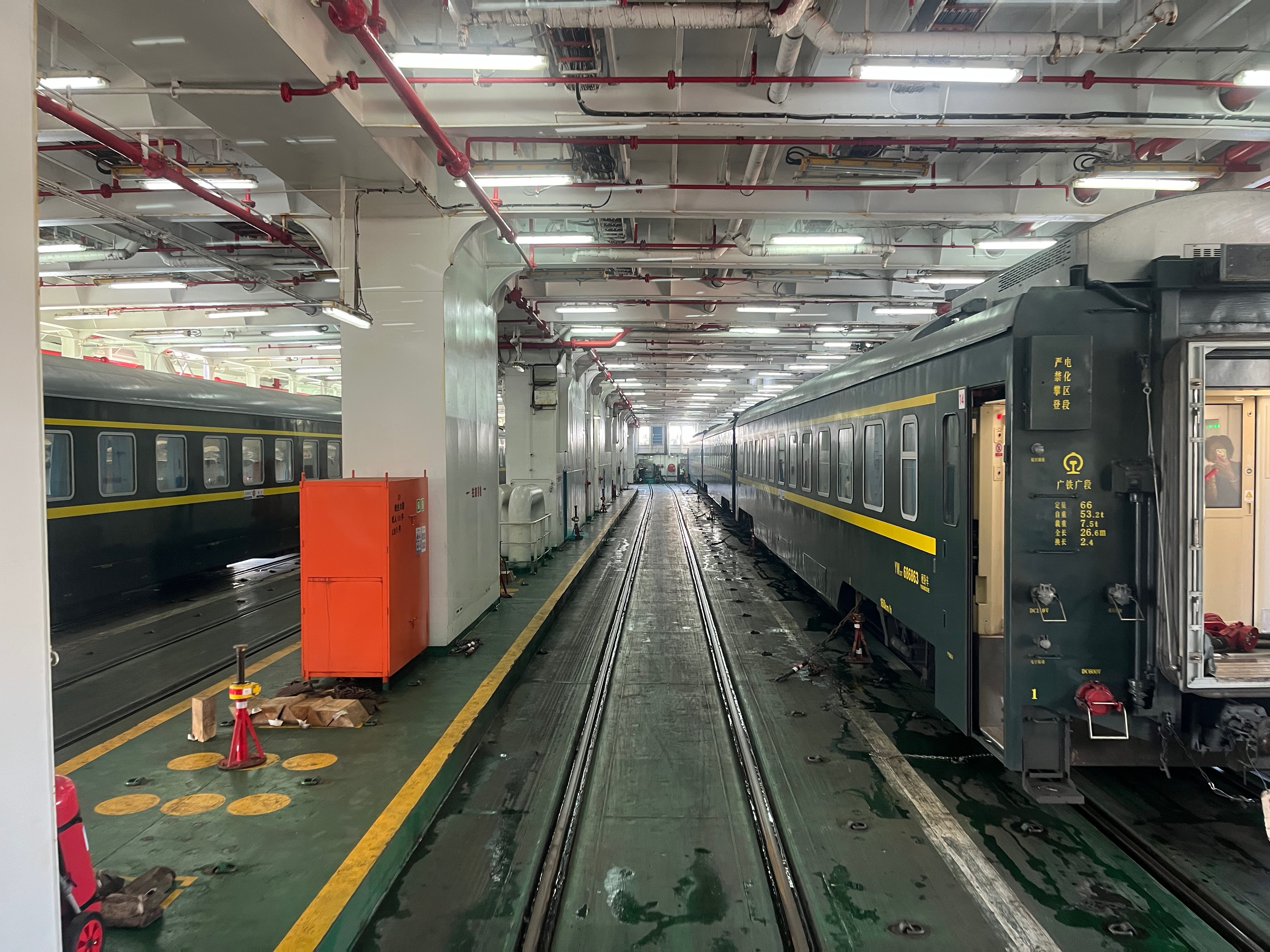
轮渡内部
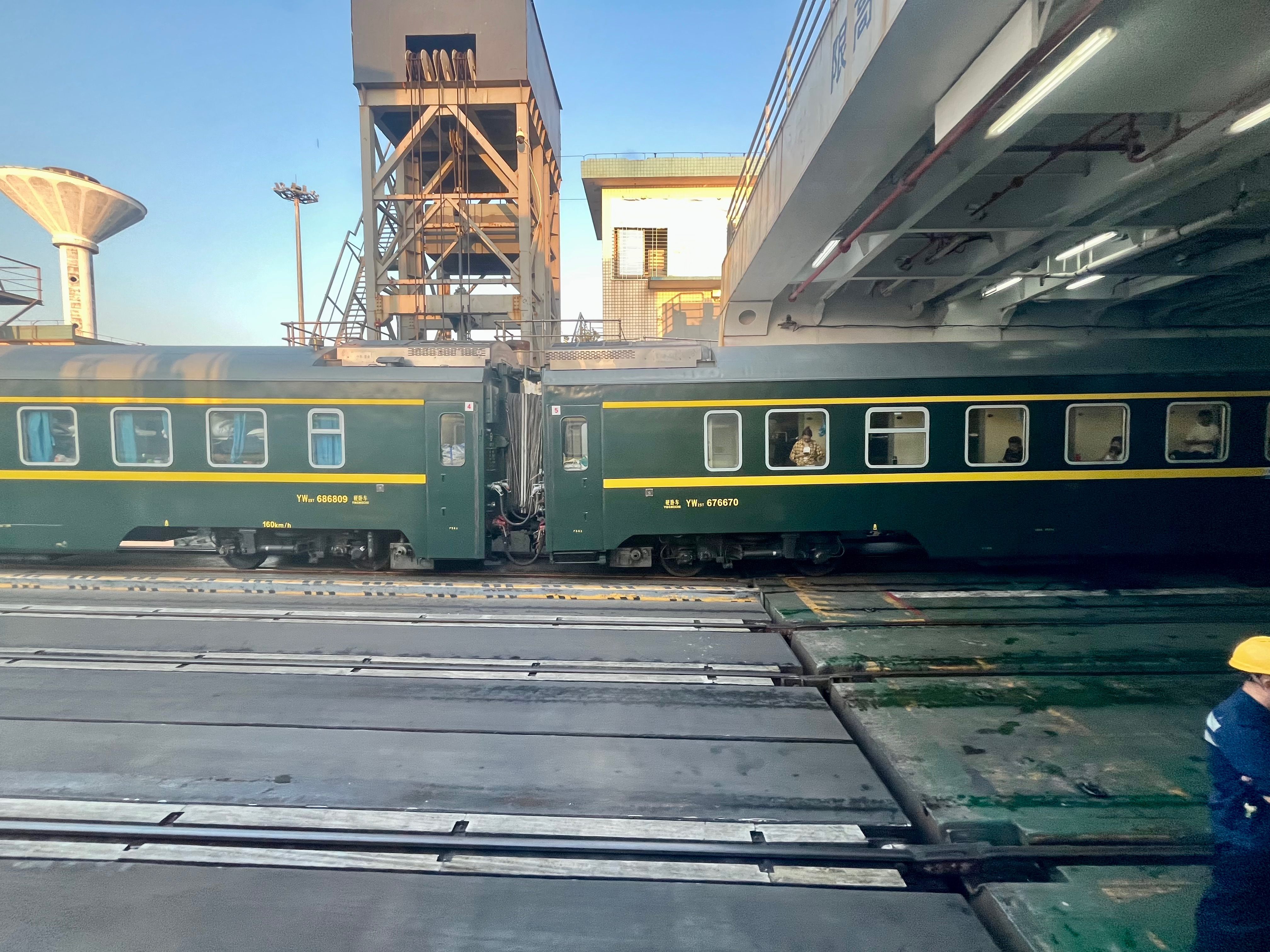
徐闻港轮渡和引桥的连接点
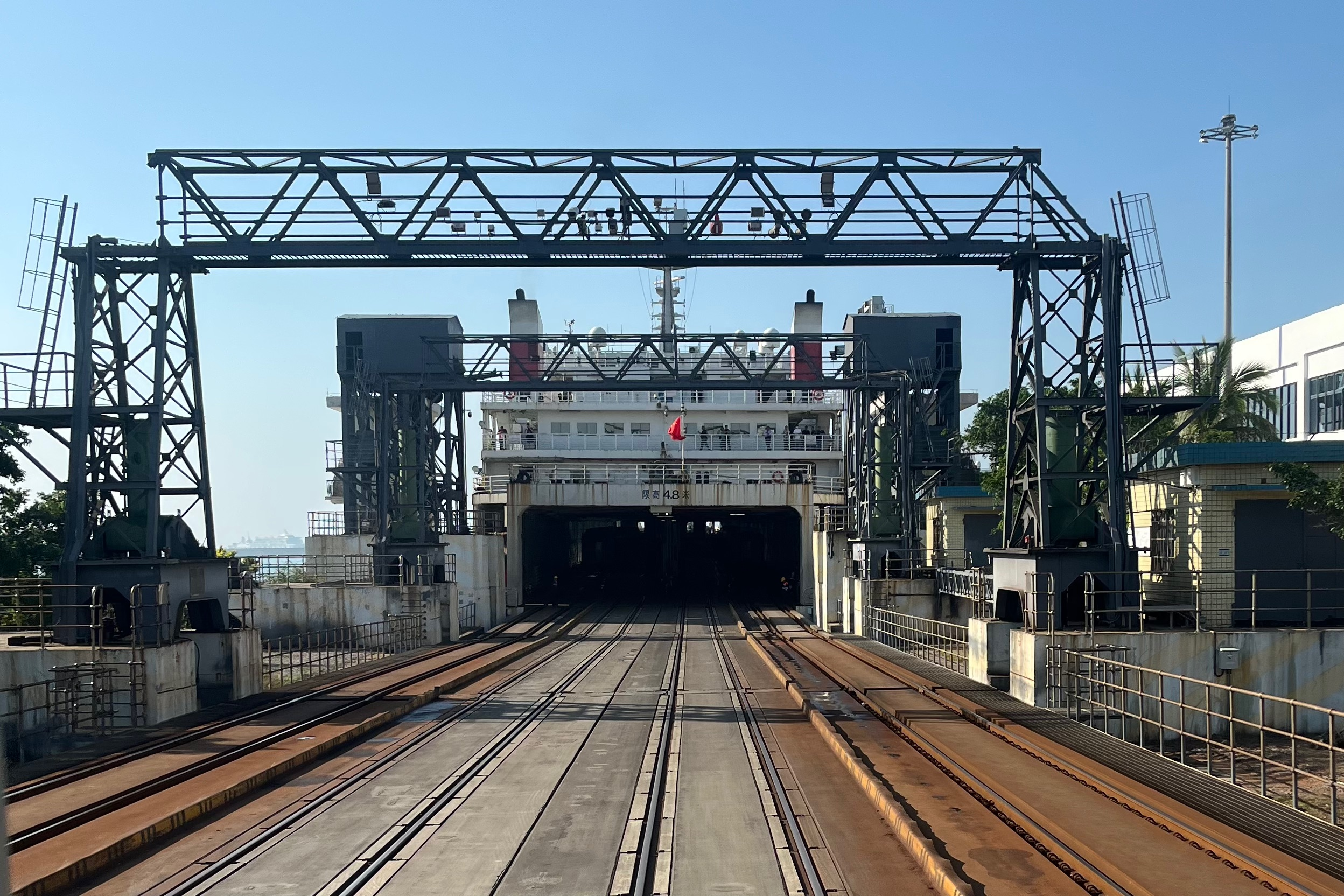
海口南港引桥
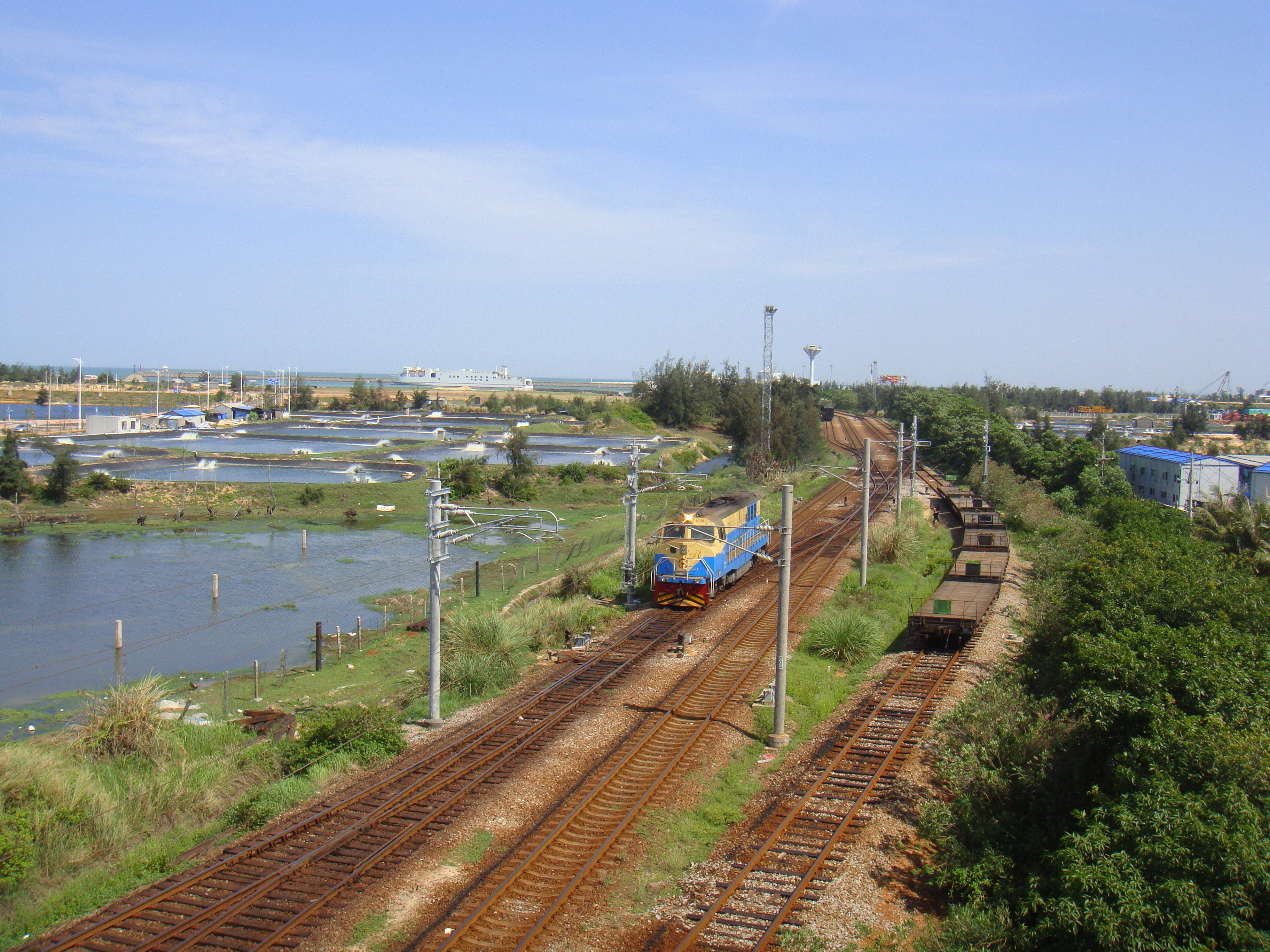
海口南港铁路

### 海南西环线海叉段
海南西环线海叉段全长182.5千米，为国铁Ⅱ级单线线路。设计时速120千米。输运能力为1000万吨/年，客车9对。海叉线北起海口站，向西南经澄迈、临高、儋州至昌江县叉河站，与既有八石线铁路接轨。

## 改造计划
为对接湛海客运专线建设工程，铁路轮渡南北港拟进行适应性改造，并计划新购置火车轮渡。

## 与其他铁路的连接
- 塘口站：黎湛铁路、茂湛铁路
- 海口站、三亚站：海南东环铁路、海南西环高速铁路